# Sardhana
Sardhana ist eine Stadt im indischen Bundesstaat Uttar Pradesh.
Die Stadt ist Teil des Distrikts Meerut. Sardhana hat den Status eines Nagar Palika Parishad und ist in 25 Wards gegliedert. Sardhana hatte am Stichtag der Volkszählung 2011 58.252 Einwohner, von denen 30.171 Männer und 28.081 Frauen waren.
Es liegt 85 km nordöstlich von Neu-Delhi und 21 km von Meerut entfernt. Sardhana ist bekannt für seine Tuchindustrie und die Basilika Unserer Lieben Frau der Gnaden.